# Luc De boeck
Luc De boeck (Bornem, 29 november 1966) is een Belgisch politicus voor de CD&V. Van 2010 tot 2018 was hij burgemeester van Bornem.

## Levensloop
De boeck doorliep zijn secundair onderwijs aan het Heilige Maagdcollege te Dendermonde. Vervolgens studeerde hij politieke wetenschappen aan de Universiteit Gent alwaar hij in 1988 afstudeerde.
Sinds augustus 2004 is hij actief op het kabinet van Kris Peeters als privésecretaris. Na de gemeenteraadsverkiezingen van 2006 werd hij aangesteld als schepen. Hij behaalde 862 voorkeurstemmen vanop de 7e plaats op de kieslijst van CD&V-N-VA.
In maart 2010 volgde hij toenmalig burgemeester en partijgenoot Jozef Van Eetvelt op. Hierdoor kwam het tot een breuk binnen de Bornemse CD&V, onder meer schepenen Werner Meskens en Paul De Ost alsook partijvoorzitter Ludo Van den Bossche stapten op. Hierdoor verloor de partij haar absolute meerderheid. Bij de lokale verkiezingen 2012 kwamen Meskens en Van den Bossche op met de christendemocratische scheurlijst 'B! democratisch'.
De Boeck behaalde bij deze verkiezingen 2.806 voorkeurstemmen, zijn partij overtuigde 5.781 kiezers (ofwel 38,3%). Hij sloot voor de legislatuur 2013 - 2018 een bestuursakkoord met Groen.
Na de gemeenteraadsverkiezingen raakte De boeck samen met de CD&V in de oppositie en zocht hij een andere functie. Hij werd algemeen directeur in de gemeente Keerbergen.